# Čika

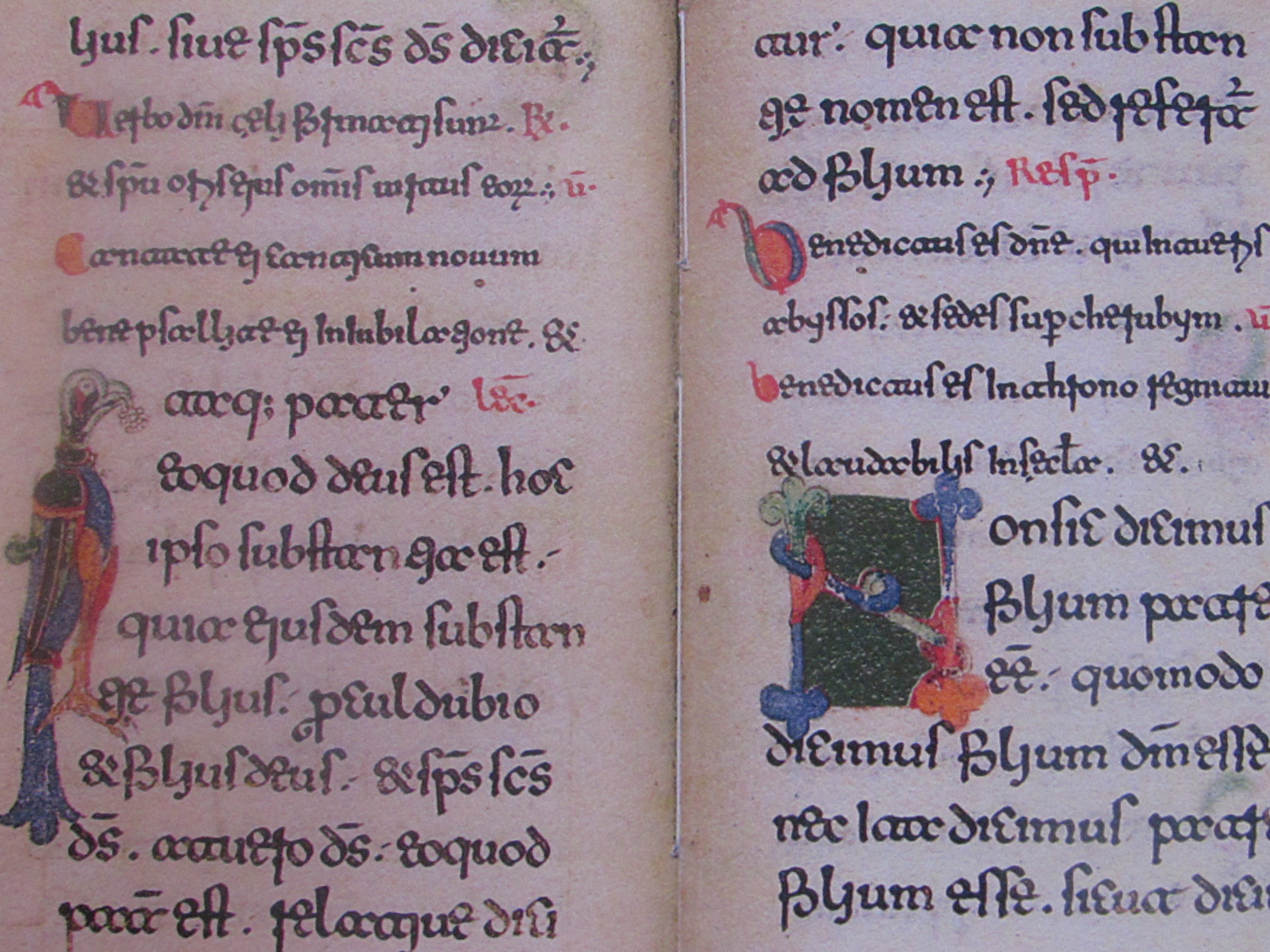
Llibre d'oracions de Čika de 1066

Čika (Zadar, primera meitat del segle XI – Zadar, després de 1095; llatí: Chicca) va ser una monja benedictina croata, fundadora del monestir benedictí de l'església de Santa Maria de Zadar. També és coneguda pel llibre d'oracions il·luminat conegut com el Llibre d'hores de Čika, el llibre d'oracions més antic per a ús personal d'Europa.

## Biografia
Era filla de Dujam i Vekenega, neboda del prior Madi, i dona d'Andrija.
Era membre de la noble família patrícia Madi. Després de la mort del seu marit l'any 1066, va fundar el monestir de Santa Maria a Zadar amb l'ajuda de la seva família. El rei Pere Krešimir IV es va referir a ella com la seva germana quan va posar el monestir sota la protecció reial, encara que aquesta genealogia es debat.
És la mare de Vekenega.